# Exécutif de la 2e législature de l'Assemblée d'Irlande du Nord
Irlande du Nord
1re législature 3e législature
L’Exécutif de la 2e législature de l'Assemblée d'Irlande du Nord (en anglais : Executive of the 2nd Northern Ireland Assembly) est l'Exécutif suspendu d'Irlande du Nord entre le 27 novembre 2003 et le 8 mai 2007, durant la deuxième législature de l'Assemblée.

## Historique du mandat
À la suite d'un scandale d'espionnage au palais de Stormont, siège de l'Assemblée, le gouvernement britannique suspend le 14 octobre 2002 les institutions autonomes d'Irlande du Nord pour un temps indéfini. Le territoire est alors placé sous l'administration directe (en anglais : Direct rule) du bureau pour l'Irlande du Nord (NIO).
Au cours des élections législatives du 26 novembre 2003, le Parti unioniste démocrate (DUP) est en tête des forces unionistes, tandis que le Sinn Féin (SF) devient le premier parti nationaliste. Dans la mesure où tous deux refusent de participer ensemble au gouvernement de la province, Londres maintient son contrôle direct sur les institutions nord-irlandaises. L'Exécutif de la deuxième législature n'est donc pas formé et l'Assemblée ne tient aucune réunion.
Du fait de l'accord de Saint-Andrews, signé le 13 octobre 2006, les institutions nord-irlandaises doivent être temporairement réactivées et de nouvelles élections législatives convoquées en 2007. Aussi, le 24 novembre 2006 l'Assemblée se réunit en vue de désigner un Exécutif, mais les gouvernements britannique et irlandais font savoir que si les partis indiquent simplement qui ils souhaitent voir siéger au gouvernement nord-irlandais, le processus de rétablissement de l'autonomie se poursuivra. Le SF fait savoir qu'il choisirait Martin McGuinness comme vice-Premier ministre et le chef du DUP Ian Paisley annonce qu'il pourrait accepter d'être Premier ministre.
Le processus politique se poursuit donc. Au cours des élections législatives du 7 mars 2007, le Parti unioniste démocrate et le Sinn Féin virent nettement en tête. Le 26 mars, date limite établie par la loi sur l'Irlande du Nord pour que la répartition des départements ministériels soit effective, le DUP et le SF s'accordent pour gouverner ensemble. L'Exécutif de la 3e législature est élu le 8 mai suivant.

## Composition

### Initiale (27 novembre 2003)
| Fonction                                                              | Titulaire | Titulaire | Parti |
| --------------------------------------------------------------------- | --------- | --------- | ----- |
| Premier ministre                                                      |           | Vacant    |       |
| Vice-Premier ministre                                                 |           | Vacant    |       |
| Ministre de l'Agriculture et du Développement rural                   |           | Vacant    |       |
| Ministre de la Culture, des Arts et des Loisirs                       |           | Vacant    |       |
| Ministre de l'Éducation                                               |           | Vacant    |       |
| Ministre de l'Emploi et de l'Apprentissage                            |           | Vacant    |       |
| Ministre des Entreprises, du Commerce et des Investissements          |           | Vacant    |       |
| Ministre de l'Environnement                                           |           | Vacant    |       |
| Ministre des Finances et de la Fonction publique                      |           | Vacant    |       |
| Ministre de la Santé, des Services sociaux et de la Sécurité publique |           | Vacant    |       |
| Ministre du Développement régional                                    |           | Vacant    |       |
| Ministre du Développement social                                      |           | Vacant    |       |